# Đuro Macut
Đuro Macut (in cirillico: Ђуро Мацут?) (Belgrado, 22 novembre 1963) è un politico serbo primo ministro della Serbia dal 16 aprile 2025.

## Biografia
Nato a Belgrado nel 1963, si laurea in medicina specializzandosi in endocrinologia e, successivamente, in medicina riproduttiva all'università di Ginevra: dopo il dottorato diviene professore ospite ad Atene e Skopje e primario di Tumori Endocrini e Sindromi Tumorali Ereditarie al Centro Clinico Universitario della Serbia.
Nel 2019 è nominato professore ordinario della facoltà di medicina dell'Università di Belgrado, dove si occupa delle classi magistrali di endocrinologia clinica.
Il 7 aprile 2025 viene nominato nuovo primo ministro: pur vicino al presidente Aleksandar Vučić non aveva alcuna esperienza politica e incontrò gli studenti impegnati nelle proteste studentesche cominciate nel 2024 a seguito del crollo di una stazione a Novi Sad, auspicandosi un ritorno alle lezioni e che la politica rimanesse fuori dalle università.
La sua candidatura viene confermata dal'Assemblea nazionale il 16 aprile.